# Paweł Brożek
Paweł Łukasz Brożek (Kielce, 1983. április 21. –) lengyel válogatott labdarúgó. Részt vett a 2006-os világbajnokságon és a 2012-es Eb-n.

## Eredményei
lengyel bajnok2001, 2003, 2004, 2005, 2008, 2009, 2011
lengyel gólkirály2008, 2009
lengyel kupagyőztes2002, 2003
lengyel szuperkupa-győztes2001
U-18 Európa-bajnok2001

## Válogatott góljai
| #  | Dátum               | Helyszín               | Ellenfél            | Gól | Végeredmény | Esemény      |
| -- | ------------------- | ---------------------- | ------------------- | --- | ----------- | ------------ |
| 1. | 2005. április 27.   | Chicago, USA           | Mexikó              | 1:1 | 1:1         | barátságos   |
| 2. | 2008. október 11.   | Chorzów, Lengyelország | Csehország          | 1:0 | 2:1         | vb-selejtező |
| 3. | 2009. február 7.    | Faro, Portugália       | Litvánia            | 0:1 | 1:1         | barátságos   |
| 4. | 2010. december 10.  | Antalya, Törökország   | Bosznia-Hercegovina | 0:1 | 2:2         | barátságos   |
| 5. | 2010. december 10.  | Antalya, Törökország   | Bosznia-Hercegovina | 1:2 | 2:2         | barátságos   |
| 6. | 2011. június 5.     | Varsó, Lengyelország   | Argentína           | 2:1 | 2:1         | barátságos   |
| 7. | 2011. szeptember 2. | Varsó, Lengyelország   | Mexikó              | 1:0 | 1:1         | barátságos   |
| 8. | 2011. november 15.  | Poznań, Lengyelország  | Magyarország        | 1:0 | 2:1         | barátságos   |